# Wilson Pérez
Pour les articles homonymes, voir Pérez.
Wilson Pérez, né le 9 août 1967 à Barranquilla (Colombie), est un footballeur colombien, qui évoluait au poste de défenseur latéral à l'America Cali, au Deportivo Unicosta, à l'Independiente Medellín, au Millonarios| et à l'Atlético Junior ainsi qu'en équipe de Colombie.
Pérez marque trois buts lors de ses quarante-sept sélections avec l'équipe de Colombie entre 1989 et 1997. Il participe à la coupe du monde de football en 1994 et à la Copa América en 1989 et 1993 avec la Colombie.

## Carrière
- 1985-1995 : America Cali
- 1996-1997 : Deportivo Unicosta
- 1998 : Independiente Medellín
- 1999 : America Cali
- 2000 : Millonarios
- 2001 : Atlético Junior  [1]

## Palmarès

### En équipe nationale
- 47 sélections et 3 buts avec l'équipe de Colombie entre 1989 et 1997.
- Troisième de Copa América 1993.
- Participe au premier tour de la coupe du monde 1994.
- Participe au premier tour de la Copa América 1989.

### Avec l'America Cali
- Vainqueur du Championnat de Colombie de football en 1985, 1986, 1990 et 1992.